# Lettera aperta a un giornale della sera
Lettera aperta a un giornale della sera è un film del 1970 diretto da Francesco Maselli.

## Trama
Un gruppo di amici intellettuali di sinistra (un architetto, un direttore editoriale, uno scrittore, uno sceneggiatore, uno scultore, un regista e un professore universitario), si ritrova abitualmente a casa di uno o dell'altro per discutere di sesso e politica. Una sera, per vincere la noia, gli intellettuali decidono di rispondere con una lettera aperta ad un appello sulla guerra del Vietnam promosso da un giornale: nella lettera dichiarano la loro intenzione di arruolarsi come volontari per difendere la causa dei vietnamiti. Scritta unicamente come provocazione, la lettera è però intercettata e pubblicata da un settimanale
Mentre il PCI reagisce con fastidio, dall'Italia e dall'estero arrivano numerosi consensi e adesioni (tra cui quella di Jean-Paul Sartre) alla lettera aperta. Il gruppo di intellettuali, che dalle serate di chiacchiere rivoluzionarie e giochi erotici si trova improvvisamente a dover rispondere a una chiamata alle armi, entra in crisi. Il Partito Comunista del Vietnam manda un inviato di collegamento per accettare la simbolica delegazione di 35 "volontari combattenti". Impauriti e incapaci di lasciare il loro mondo di successo mondano ed economico, gli intellettuali non possono però più tirarsi indietro e iniziano a prepararsi alla partenza. All'ultimo momento l'inviato vietnamita annuncia che il partito ha cambiato idea e che l'invio della delegazione è sospeso. Il gruppo dei volontari, deluso e insieme sollevato, può quindi fare ritorno alla vita di sempre.

## Distribuzione
Il film è uscito nelle sale il 13 marzo 1970.